# Limitations de vitesse en Grèce

Limitations de vitesse en Grèce

Les limitations de vitesse en Grèce (abréviation officielle: GR) sont les suivantes:
- 50 km/h en ville
- 90 km/h hors agglomération
- 110 km/h sur voie rapide
- 130 km/h sur autoroute

## Autres règles
- Alcoolémie maximale autorisée au volant : 0,5 g/L d'alcool dans le sang